# لوکا لاکریمینی
لوکا لاکریمینی (انگلیسی: Luca Lacrimini؛ زادهٔ ۱۰ مارس ۱۹۷۸) بازیکن فوتبال اهل ایتالیا است.
از باشگاه‌هایی که در آن بازی کرده‌است می‌توان به باشگاه فوتبال فروزینونه، باشگاه فوتبال پروجا، باشگاه فوتبال ناپولی، و باشگاه فوتبال آنکونا اشاره کرد.